# Rubellit
Rubellit (rubelit) – różowa, różowoczerwona, karminowoczerwona, czerwona, niekiedy ciemnoczerwona (turmalin Bordeaux), fioletowa, purpurowa, pomarańczowa, przezroczysta lub przeświecająca odmiana elbaitu. Minerał należący do grupy turmalinów, rzadki.
Nazwa minerału pochodzi od łac. rubellus = czerwonawy.

## Charakterystyka

### Właściwości
Oprócz kryształów występuje też w postaci skupień zbitych i włóknistych, które po oszlifowaniu wykazują efekt kociego oka. Czasami wykształca wspaniałe „słońca turmalinowe”. Szczególnymi jego odmianami są „tureckie główki” i „turmalin arbuzowy”. Rzadko tworzy formy bliźniacze. Jest piezoelektryczny i piroelektryczny.

### Występowanie
Stanowi składnik pegmatytów, w którym często występuje z lepidolitem, albitem, kwarcem, clevelandytem, rodizytem, mikroklinem i innymi turmalinami. Prawidłowo wykształcone kryształy są spotykane w druzach i marolach.

### Miejsce występowania
Brazylia – Minas Gerais, USA – Kalifornia, Massachusetts, Maine, Rosja – Ural, Zabajkale (turmalin syberyjski), Mozambik, Mjanma, Namibia, Madagaskar, Sri Lanka, Czechy, Włochy, Niemcy.

### Zastosowanie
Stanowi bardzo cenny kamień jubilerski. Stosowany do wyrobu biżuterii. Nadaje mu się szlif schodkowy, szlif tabliczkowy, szlif kaboszonowy. Niekiedy bywa używany jako imitacja rubinu.